# Campeonato de Segunda División 1923 de la AAmF (Argentina)
El Campeonato de Segunda División 1923 fue el vigésimo quinta torneo de Segunda División y el vigésimo cuarto campeonato de la tercera categoría. Fue el quinto organizado por la Asociación Amateurs de Football.
El torneo consagró campeón por primera vez en su historia a Villa Acassuso.
Por su parte, el torneo de la Asociación Argentina fue ganado por Bristol.

## Ascensos y descensos
| Pos. | Ascendidos a División Intermedia 1923 |
| ---- | ------------------------------------- |
| 1.°  | Nacional (VS)                         |
| ZS   | Dep. Lomas                            |

| Descendidos de División Intermedia 1922 |
| --------------------------------------- |
| No hubo                                 |

| Afiliados       |
| --------------- |
| Almagro Central |
| Sp. San Isidro  |
| Villa Acassuso  |

| Desafiliados    |
| --------------- |
| Sp. Balcarce    |
| Central Porteño |
| Ferroviario     |
| Sportsmen       |

### Incorporaciones
| Incorporados               |
| -------------------------- |
| River Plate IV             |
| San Lorenzo de Almagro III |

| Retirados                       |
| ------------------------------- |
| Almagro III                     |
| Atlanta III                     |
| Gimnasia y Esgrima La Plata III |
| Lanús III                       |
| Tigre III                       |
| San Isidro III                  |
| Vélez Sarsfield III             |
| Wilde III                       |

El número de participantes disminuyó a 18.

## Sistema de disputa
Los equipos fueron divididos en tres zonas geograficas, donde se enfrentaron bajo el sistema de todos contra todos a dos ruedas.

### Ascensos
El ganador de cada zona avanzó a la fase final, obteniendo el ascenso. Los clasificados se enfrentaron a eliminación directa, a partido único, hasta definir a un campeón.

## Equipos participantes
| Equipo                     | Ciudad          |
| -------------------------- | --------------- |
| Almagro Central            |                 |
| Argentino del Sud III      | Dock Sud        |
| Barracas Central III       | Buenos Aires    |
| Buenos Aires III           | Dock Sud        |
| Buenos Aires Central       | Buenos Aires    |
| Centenario Argentino       |                 |
| Estudiantes III            | Buenos Aires    |
| Ferro Carril Oeste III     | Buenos Aires    |
| Floresta                   |                 |
| Independiente III          | Avellaneda      |
| Lomas                      | Lomas de Zamora |
| Platense III               | Buenos Aires    |
| Racing III                 | Avellaneda      |
| River Plate III            | Buenos Aires    |
| River Plate IV             | Buenos Aires    |
| San Isidro                 | San Isidro      |
| San Lorenzo de Almagro III | Buenos Aires    |
| Villa Acassuso             | San Isidro      |

## Fase de zonas

### Zona Norte
| Pos. | Equipo               | Pts. | J  | G  | E | P  |
| ---- | -------------------- | ---- | -- | -- | - | -- |
| 1.º  | Villa Acassuso       | 21   | 12 | 10 | 1 | 1  |
| 2.º  | Centenario Argentino | 19   | 12 | 9  | 1 | 2  |
| 3.º  | Sp. San Isidro       | 19   | 12 | 8  | 3 | 1  |
| 4.º  | River Plate IV       | 13   | 12 | 6  | 1 | 5  |
| 5.º  | River Plate III      | 9    | 12 | 3  | 3 | 6  |
| 6.º  | Platense III         | 3    | 12 | 1  | 1 | 10 |
| 7.º  | Estudiantes III      | 2    | 12 | 1  | 0 | 11 |

|  | Clasificado a la fase final. |

### Zona Sur
| Pos. | Equipo                | Pts. | J | G | E | P |
| ---- | --------------------- | ---- | - | - | - | - |
| 1.º  | Independiente III     | 15   | 8 | 7 | 1 | 0 |
| 2.º  | Buenos Aires Central  | 12   | 8 | 5 | 2 | 1 |
| 3.º  | Racing III            | 8    | 8 | 4 | 0 | 4 |
| 4.º  | Sp. Buenos Aires III  | 4    | 8 | 2 | 0 | 6 |
| 5.º  | Argentino del Sud III | 1    | 8 | 0 | 1 | 7 |
| —    | Dep. Lomas            | —    | — | — | — | — |
| —    | Barracas Central III  | —    | — | — | — | — |

|  | Clasificado a la fase final. |

### Zona Oeste
| Pos. | Equipo                     | Pts. | J | G | E | P |
| ---- | -------------------------- | ---- | - | - | - | - |
| 1.º  | Almagro Central            | 10   | 6 | 4 | 2 | 0 |
| 2.º  | Sp. Floresta               | 8    | 6 | 3 | 2 | 1 |
| 3.º  | San Lorenzo de Almagro III | 5    | 6 | 2 | 1 | 3 |
| 4.º  | Ferro Carril Oeste III     | 1    | 6 | 0 | 1 | 5 |

|  | Clasificado a la fase final. |

## Fase final
|                                    |
|                                    |
| Campeón Villa Acassuso 1.er título |